# Alan Silvestri
Alan Silvestri, född 26 mars 1950 i New York, är en amerikansk filmmusik-kompositör.
Silvestri har gjort filmmusik till regissören Robert Zemeckis filmer; till exempel Tillbaka till framtiden, Vem satte dit Roger Rabbit?, Döden klär henne, Forrest Gump, Dolt under ytan och Cast Away. Andra kända filmer, vars musik han ligger bakom, är Rovdjuret, Bodyguard, Vad kvinnor vill ha och Van Helsing.